# اسطفان ايفود السمعاني
اسطفان إيفود السمعاني (ولد في طرابلس الشام في 15 نيسان 1707 م، وتوفي في روما في 24 تشرين الثاني 1782 م) هو مستشرق من «آل السمعاني»، وهو ابن أخت يوسف السمعاني.

## ترجمته
انتقل في شبابه إلى روما ليتعلم في «الكلية المارونية». ثم عاد إلى سوريا، فأقام بها طويلاً، وكذلك أقام في العراق وفي مصر، بصفته مبعوثاً تبشيرياً من قبل هيئة الدعوة في روما. وصار أسقفاً على أفاميا. وسافر إلى إنجلترة، وتجول في أوروبا، ثم عاد إلى روما، فعيّن «كاتباً سريانياً» في مكتبة الفاتيكان، وصار بعد ذلك ناظراً لهذه المكتبة بعد وفاة خاله يوسف.

## آثاره
اشترك مع خاله هذا في تحرير فهرس مخطوطات الفاتيكان وقد صدر منه ثلاثة مجلدات في روما 1757، 1758، 1759 م، وهو فهرس غير كامل. ولم يطبع من المجلد الرابع إلا قسم منه. كذلك قام أسطفان إيفود بوضع فهرس للمكتبة اللورنتية في فيرنتسه غير أنها مليئة بالأخطاء. كما وضع فهرساً لمكتبة الكردينال كيجي.